# مانوئل سانتانا
 مانوئل سانتانا (انگلیسی: Manuel Santana؛ زاده ۱۰ مهٔ ۱۹۳۸) یک تنیس‌باز اهل اسپانیا است.